# Shelley Marsh
Shelley Marsh is een personage uit de animatieserie South Park. Haar stem wordt in het begin van de serie ingesproken door Mary Kay Bergman, maar Bergman overleed in 1999. April Stewart, die mede verantwoordelijk is voor de stem van Wendy Testaburger, neemt de rol van Mary over en is van 2004 tot heden verantwoordelijk voor de stem van Shelly Marsh.
Shelly Marsh is een dochter van Randy en Sharon Marsh, kleindochter van Marvin Marsh en zus van Stan Marsh. Kenmerkend van Shelly Marsh is dat zij sterker is dan haar broer Stan en zijn vrienden, iets dat Stan en zijn vrienden betreuren want zij pesten haar graag omdat zij een buitenboord beugel heeft.
In de aflevering Cat Orgy moet zij oppassen op Eric Cartman. Dit loopt behoorlijk uit de klauwen omdat het karakter van Eric en Shelly behoorlijk botsen. Tot overmaat van ramp constateert Cartman dat Shelly een date heeft. Nadat haar date Shelly vraagt om seks met haar te hebben, weigert zij. Haar date heeft daardoor geen zin meer om met haar te zijn en vertrekt. Shelly barst uit in tranen waardoor Cartman medelijden krijgt met haar en samen besluiten zij wraak te nemen op haar date.
Opvallend is dat zij weinig voorkomt in de afleveringen, terwijl ze familie is van Stan.